# Alfred de Maré (politiker)
Alfred Bernhard de Maré (i riksdagen kallad De Maré i Ankarsrum), född 17 mars 1831 i Hallingebergs församling, Kalmar län, död 1 juni 1898 i Västra Eds församling, Kalmar län, var en svensk bruksägare och riksdagsman.

## Biografi
Alfred de Maré var son till Anders Baltzar de Maré adlad de Maré, brukspatronen på Ankarsrums bruk, och Anna Maria Nordenström. Alfred de Maré var elev vid Ultuna lantbruksinstitut 1851–1852. Han var förvaltare vid Ankarsrums Bruk 1853–1861, medarrendator vid samma bruk 1861–1870 och var därefter delägare där 1870–1883. 

### Entreprenören
Efter faderns död 1882 bildades av Ankarsrums gods och bruk ett familjebolag med sonen Alfred Bernhard som ledare. Tillsammans med sin bror Gustaf de Maré utvidgade han brukets tillverkning. På 1880-talet ägde Alfred de Maré även Eds Bruk och det var på hans initiativ som järnhanteringen vid Eds Bruk lades ner och att 1889 startades en cellulosafabrik med inriktning på pappersmassa. Under namnet Eds Bruks cellulosa AB kom fabriken att existera fram till 1991.

### Politikern och personen
Alfred de Maré var ledamot av riksdagens första kammare 1876-1891, invald av Kalmar läns norra valkrets. Vid sin andra riksdag blev de Maré ledamot av bankoutskottet, men förflyttades vid 1878 års riksdag till konstitutionsutskottet och tillhörde detta utskott i sju år. De Maré åtnjöt stort anseende inom sin ort och var åren 1883-1892 ordförande i Kalmar läns norra landsting, liksom i dess hushållningssällskap.
Han var gift med Henrietta Charlotta Ottonie Ramsay och var far till Baltzar Otto de Maré samt Syster Ottonie de Maré. Alfred de Maré var känd för sin ovanlig stora kroppshydda som utgjorde 21 lispund (motsvarande 178,6 kg). Vid sin död efterlämnade han en förmögenhet om drygt 1,3 miljoner kronor (motsvarande 85,6 miljoner i 2020 års penningvärde).